# Gandukepuh
Gandukepuh is een bestuurslaag in het regentschap Ponorogo van de provincie Oost-Java, Indonesië. Gandukepuh telt 3655 inwoners (volkstelling 2010).